# Sexualidad carcelaria
La sexualidad carcelaria (sexo carcelario, sexo en prisión o sexo penitenciario) se refiere a relaciones sexuales entre reclusos, o entre reclusos y personal penitenciario u otras personas a las que los reclusos tienen acceso. En tanto las prisiones suelen estar segregadas por sexo, la mayoría de la actividad sexual ocurre con parejas del mismo sexo. Excepciones a esto incluyen el sexo durante visitas conyugales y el sexo con personal del sexo opuesto.
La sexualidad en prisión es un tema frecuentemente malinterpretado y tergiversado debido no solo a la naturaleza tabú del tema, sino también a la falta de investigación. El tipo más común de actividad sexual en las prisiones es el sexo consentido.
Un estudio de 2011 propuso una taxonomía de diferentes tipos de conductas sexuales en cárceles femeninas. Esta taxonomía incluye la supresión, en la que un recluso o reclusa elige el celibato (es decir, se abstiene de tener actividad sexual mientras está en prisión, más comúnmente para mantenerse fiel a una pareja que está fuera de la prisión), el autoerotismo (es decir, la masturbación), la homosexualidad genuina (sexo consentido entre reclusos que ya eran homosexuales desde antes de entrar en prisión), la homosexualidad situacional (sexo consentido entre reclusos que tienen por primera vez experiencias homosexuales tras entrar a la prisión) y la violencia sexual (que puede ser entre reclusos o entre miembros del personal carcelario y un recluso o reclusa. La violencia sexual incluye casos de coerción, manipulación y sumisión. La manipulación ocurre a cambio de poder o algún tipo de recompensa. La sumisión ocurre para obtener seguridad, protección o por miedo).
En términos generales, las relaciones entre reclusos o reclusas consisten en relaciones entre personas del mismo sexo en tanto las prisiones generalmente están segregadas por sexo. Una excepción a esta regla general ocurrió en Canadá en la cárcel de Sainte-Anne-des-Plaines, donde dos asesinos convictos de sexos opuestos, Karla Homolka y Jean-Paul Gerbet, lograron tener actividades sexuales a través de una valla de tela metálica, que era la única barrera que separaba a hombres y mujeres. Esta es la prisión de mayor seguridad de Canadá y a ella pueden llegar reclusos de cualquier sexo si se consideran especialmente peligrosos.

## Relaciones entre reclusos o reclusas

### Reclusas
La primera investigación formal sobre la sexualidad en las cárceles se llevó a cabo con reclusas mujeres por Otis, en 1913. En 1931, el investigador Selling encontró que existen diferentes niveles de relaciones entre las mujeres en cárceles (y centros de detención juveniles femeninos), como «amistad, pertenencia a una pseudofamilia, pseudohomosexualidad y homosexualidad manifiesta». La formación de pseudofamilias ha sido más común en cárceles femeninas. Son familias que las mujeres crean en prisión y que les brindan apoyo, vínculos y relaciones, tal y como lo haría una familia tradicional. Típicamente, solo la pareja principal de la familia mantiene relaciones sexuales. Las mujeres asumen roles masculinos y femeninos para imitar una familia heterosexual tradicional. El título de «mamá» o «mami» se le daba a una mujer maternal mayor en la familia, y el de «papá» o «papi» se le daba a una mujer dominante, que es menos femenina. Tales «padres» suelen ser mayores y son vistas como mentoras de reclusas más jóvenes. Los roles dentro de las pseudofamilias son flexibles y pueden cambiar con el tiempo.
En 1965, Ward y Kassebaum hicieron una investigación en Frontera por medio de cuestionarios y concluyeron a partir de reportes del personal y de las reclusas que «entre el 30% y el 75% de las reclusos tenían relaciones sexuales mientras estaban en prisión», el 50% de ellas en actividades sexuales entre personas del mismo sexo. Las relaciones sexuales entre estas mujeres solían ser por diversión y disfrute, y ocasionalmente se convertían en relaciones serias. Más aún, tales relaciones ocurrían entre mujeres que vivían en las mismas celdas o entre mujeres de diferentes razas; las relaciones entre personas de la misma raza no eran tan típicas. Una encuesta realizada por Propper en 1976 sobre las razones para tener relaciones homosexuales encontró motivos tales como «por juego, manipulación económica, soledad, necesidad de compañía y afecto genuino».[4] Otis estudió en 1913 lo que se consideraba entonces «relaciones antinaturales» entre mujeres de razas distintas. En 2014, The Daily Telegraph describió que las relaciones sexuales consentidas entre mujeres en las cárceles del Reino Unido eran «muy comunes».
En el idioma inglés se han identificado diferentes roles sexuales en relaciones homosexuales, que incluyen los siguientes: «butch» o «papá», que se refiere a la mujer masculina que es dominante. La «femme» o «mamá» es la sumisa. Una «trick» es una chica que se deja usar por otras. Una «estafa-comisarios» era manipuladora. Las «cerezas» (cherries) eran mujeres que nunca han tenido experiencias lésbicas y una «square» es una que no desea participar en actos homosexuales. Existen términos equivalentes en el español, pero suelen variar a través de las culturas y países, por lo que a veces se prefieren los originales en inglés como anglicismos.

### Reclusos
La sexualidad carcelaria entre varones ha sido objeto de estudio desde la década de 1930. La investigación sobre el sexo consentido es escasa debido a que la mayoría de investigaciones realizadas se han centrado en casos de coerción. El abuso sexual ocurre más comúnmente entre reclusos varones. Los hombres abusan sexualmente de otros reclusos para establecer dominio, poder y mantener su masculinidad. Hombres físicamente más débiles pueden ofrecer sexo consentido a cambio de protección, seguridad, bienes o apoyo.
Hombres heterosexuales en prisión ven sus actos homosexuales como «específicos de la situación» y es posible que no se consideren a sí mismos bisexuales. Tales hombres a menudo describen cómo se imaginan estar con una mujer mientras participan en el acto sexual con otro recluso. Durante la masturbación, imaginan experiencias sexuales pasadas con mujeres. Participan en actos homosexuales debido a que no tienen «escapes heterosexuales».
Una pareja sexual dominante en prisión es llamado en inglés «papá», mientras que su pareja sumisa es llamado «chico» o «niña». La pareja dominante hace que su compañero asuma el papel femenino para así sentirse más masculino y poderoso.
Una investigación hecha por Jonathan Schwartz para el documental Turned Out: Sexual Assault Behind Bars encontró que «en poblaciones carcelarias masculinas donde el derecho a la penetración (anal y oral, o tal vez el derecho a poseer una «esposa») es el último símbolo de dominación - [es] parte de la economía simbólica de un entorno hipermasculinista y exclusivamente masculino».

### Prisiones unisex
Si bien la mayoría de cárceles albergan exclusivamente a reclusos de un solo sexo, existen algunas instalaciones que albergan tanto a hombres como a mujeres. Dentro de tales instituciones existen casos en los que los reclusos tienen relaciones sexuales heterosexuales con reclusos del sexo opuesto. Además, ha habido casos en los que incluso parejas casadas son encarceladas en el mismo lugar. Con todo, tales encuentros sexuales no son muy comunes y puede ser difícil para los reclusos organizarse debido a que hombres y mujeres a menudo son mantenidos separados, y al hecho de que los reclusos son vigilados de cerca por los guardias.
Este tipo específico de interacción entre reclusos ha estado atrayendo mayor atención, en virtud de los beneficios que parece brindar a los reclusos. Por ejemplo, internos en estas relaciones muestran niveles menores de soledad romántica, niveles más altos de satisfacción sexual, y mayor calidad de vida cuando se les compara con reclusos/reclusas cuyos cónyuges/parejas románticas están fuera de la cárcel o con reclusos sin pareja. Esto sugiere que reclusos alojados en la misma prisión pueden beneficiarse del desarrollo de relaciones con otros reclusos. En los raros casos en que a los reclusos se les permite el contacto con miembros encarcelados del sexo opuesto, se ha demostrado que las relaciones íntimas son beneficiosas para el estado interpersonal y psicológico de los reclusos.

## Prisioneros y otras relaciones
En países de todo el mundo, muchas cárceles ofrecen visitas conyugales a las parejas de los reclusos o reclusas, visitas en las que se les permite pasar tiempo en habitaciones privadas con sus parejas, en entornos facilitados por la prisión, como habitaciones privadas tipo apartamentos dentro de la propia prisión o en las que los reclusos son llevados a encontrarse con sus cónyuges en lugares seguros fuera de la prisión, como remolques o cabañas. Durante las visitas conyugales, el recluso o reclusa y su parejas pueden incluso recibir objetos como condones, lubricantes, toallas o incluso DVDs de clasificación general. Las visitas conyugales están restringidas solo a reclusos o reclusas que muestran buen comportamiento, y en algunas jurisdicciones esto solo está permitido para parejas casadas, mientras que otras permiten parejas de hecho.
Es posible también que reclusos o reclusas participen en relaciones heterosexuales durante programas de liberación laboral, en los que un recluso está lo suficientemente supervisado por un supervisor o es lo suficientemente confiable como para salir temporalmente de la prisión para ir a trabajar en un lugar de trabajo antes de regresar a la prisión. Durante sus turnos de trabajo,  reclusos han aprovechado la libertad temporal para sostener relaciones sexuales con supervisores de liberación laboral, compañeros o compañeras de trabajo, o cualquier otra persona con la que puedan contactarse. No obstante, tales relaciones no están permitidas y, por lo tanto, cualquier recluso que sea sorprendido en tal actividad puede enfrentarse a castigos como ser excluido de los programas de liberación laboral.
En cárceles con altos niveles de corrupción, es sabido que reclusos con considerables cantidades de dinero e influencia, por ejemplo jefes de bandas criminales y/o narcotraficantes, usan su dinero para sobornar al personal penitenciario, a fin de permitir que personas ajenas, por ejemplo prostitutas o incluso parejas íntimas, ingresen a las cárceles a tener relaciones sexuales con los internos.
También ocurren relaciones entre el personal penitenciario y los reclusos o reclusas. Debido a las dinámicas de poder del personal sobre los reclusos o reclusas, los espacios reducidos y la restricción de las relaciones sexuales, los reclusos o reclusas se encuentran en una posición vulnerable respecto a miembros del personal. Este personal incluye: personal de seguridad, maestros, administradores de casos y consejeros, trabajadores médicos, supervisores de liberación de trabajo, contratistas y trabajadores religiosos. También han ocurrido casos de reclusos que tienen relaciones con abogados mientras estos visitan clientes en la prisión. Si bien no está permitido, muchas veces esta es la única oportunidad para que un recluso reclusa tenga relaciones heterosexuales. En algunas jurisdicciones, las relaciones sexuales entre el personal penitenciario y los reclusos son ilegales independientemente de que haya consentimiento.
Además, es sabido que reclusos que tienen contrabando, como internet móvil, usan sus teléfonos inteligentes y/o tabletas para ver pornografía o participar en sexteo, sexo telefónico o cibersexo con personas fuera de las prisiones.
Un reporte gubernamental del Reino Unido en 2014 encontró que muchas reclusas en Inglaterra y Gales eran coercionadas a tener relaciones sexuales con el personal penitenciario a cambio de alcohol y cigarrillos. Algunos fabricantes de sexbots (robots sexuales) han argumentado que el uso de sexbots en las prisiones tendría el efecto positivo de reducir las violaciones en prisión y reducir la tensión sexual entre los reclusos.

## Violaciones en prisión
La cárcel es una comunidad sexológicamente caracterizada por masturbación abierta y por encuentros homosexuales que pueden ser consensuales, coercitivos o incluso de abuso (violaciones). La violación en prisión es definida de manera diferente de un país o estado a otro, pero se entiende como un contacto sexual no consentido o no deseado entre personas. La violación en prisión puede ocurrir entre los mismos reclusos, o entre reclusos y el personal penitenciario. Constituye una forma de sexualidad en tanto tales individuos usan su capacidad de sentimientos sexuales para intimidar o controlar a sus víctimas, lo que lleva a que cambien las propiedades sociológicas de la prisión
Según una investigación realizada en 1980, los reclusos aducen dos razones principales para violar a una víctima. En primer lugar, satisfacer deseos sexuales abiertos y basados en la necesidad que la masturbación no logra satisfacer. La segunda razón es la de utilizar la agresión como una especie de factor de intimidación para conferir poder al violador en un lugar donde tales acciones generalmente quedan impunes. En las cárceles en los Estados Unidos, la frase «booty bandit» (bandido de botín) se usa para describir a un recluso que violaría a otro (en el caso masculino). No parece haber una correlación demostrada de que los hombres que abusan de sus parejas fuera de la prisión tengan más probabilidades de ser violadores en las prisiones. No se sabe que tales hombres tengan antecedentes de agresión sexual previos al encarcelamiento.
Según un informe de la Human Rights Watch de 2001 «Sin escape: violación masculina en prisiones estadounidenses», la esclavitud sexual es presentada con frecuencia como si fuera una relación sexual consentida dentro de las prisiones. Las víctimas de violación son a menudo intimidadas para que finjan consentimiento a la actividad sexual, hasta el punto de convertirse en «esclavos o esclavas» y propiedad figurativa de sus violadores. Se ha señalado que el potencial de que haya actos de violación es más frecuente entre distintas razas. La HRW también afirmó que muchos estudios reportan sobre la prevalencia de violaciones perpetradas por prisioneros negros contra prisioneros blancos.
Dueños de esclavos prospectivos a veces utilizan insinuaciones intimidatorias, en vez de amenazas abiertas de violencia, que el posible esclavo acepta de mala gana, disfrazando así la naturaleza coercitiva de los actos sexuales de incluso el esclavizador. Es posible que las víctimas ni siquiera se vean a sí mismas como coaccionadas, si el abuso es negociado como pago de una deuda. El trauma de las violaciones sexuales a menudo afecta a los hombres, en tanto amenaza su sentido de masculinidad, identidad de género y orientación sexual. El reporte de HRW contiene una descripción en la que un recluso se siente así. Se argumenta que en prisión, el consentimiento es inherentemente ilusorio.
Por primera vez en la historia, el gobierno de los Estados Unidos adoptó medidas en 2003 para proteger a los reclusos de la violencia sexual. Ante la presión de grupos de derechos humanos, la Cámara de Representantes y el Senado de EE. UU. aprobaron por unanimidad la Ley para la Eliminación de Violaciones en Prisión (PREA) como medida de protección contra la violencia sexual para reclusos y reclusas.

### En los medios de noticias
Los medios de comunicación impresos en la era histórica enfatizaron el asunto de las violaciones en prisión estableciéndolo como un problema social y culpando al sistema penitenciario estadounidense. De acuerdo con grandes periódicos, el sistema penitenciario estadounidentse no solo involucraba al personal penitenciario, sino también a reclusos que practicaban la homosexualidad. En la era contemporánea, medios de comunicación impresos han logrado cambiar el enfoque en los Estados Unidos sobre la violación en prisión, desde una perspectiva de problema enmarcado hacia un asunto de derechos políticos y civiles dentro del sistema penitenciario estadounidense.
El problema de las violaciones en prisión ganó atención nacional en la prensa, creando de esta forma una puerta abierta para que se propusieran perspectivas novedosas sobre la comprensión y la eliminación del problema. Los medios de comunicación han contribuido a las iniciativas del gobierno estadounidense de intervenir en el asunto.

## Discriminación en la sexualidad carcelaria

### Discriminación de género
Estudios realizados por Cindy Struckman-Johnson en los Estados Unidos concluyen que el 22 % de los reclusos varones han sido obligados o persuadidos a realizar actos sexuales en prisión. La agresión sexual en las cárceles no es exclusiva de las prisiones masculinas. Las prisioneras experimentan agresión sexual de una manera diferente. Para 1998 había más de 138.000 mujeres en el sistema penitenciario, pero la mayoría de guardias de las prisiones eran hombres. Hay evidencia de que el personal penitenciario obliga a las prisioneras a tener relaciones sexuales a cambio de «drogas, favores y promesas de un trato más indulgente». Las reclusas también reportan que los guardias y el personal las ven ducharse y desvestirse, y también las tocan de manera inapropiada durante las requisas.

### Discriminación LGBTQ+
Miembros de la comunidad LGBTQ+ son encarcelados a tasas más altas que personas heterosexuales en los Estados Unidos. Hay un grupo demográfico significativo de personas LGBTQ+ dentro del sistema penitenciario. La Oficina de Estadísticas de Justicia, una rama del Departamento de Justicia de los EE. UU., reporta que homosexuales y lesbianas tienen diez veces más probabilidades de ser agredidos sexualmente en prisión por parte de otro recluso o reclusa. Además, tienen 2.6 veces más probabilidades que reclusos heterosexuales de ser agredidos sexualmente por parte del personal penitenciario.

#### Reclusos transgénero e intersexuales
Los reclusos transgénero, en particular, son víctimas de una discriminación más fuerte que cualquier otro grupo demográfico en las prisiones. No solo se ven obligados a ser encarcelados con otros miembros de su propio sexo biológico, sino que la falta de instalaciones para reclusos transgénero es discriminatoria por naturaleza. El concepto de diferenciación de sexos en las cárceles es denominado segregación sexual. Las cárceles separadas para hombres y mujeres plantean problemas para las personas transgénero e intersexuales que son encarceladas
Si bien se sabe que la discriminación contra reclusos reclusas transgénero e intersexuales existe, hay escasos datos sobre el tema actualmente, debido a que las cárceles y prisiones están segregadas por sexo binario. Hay estudios que demuestran que, en comparación con el Reino Unido, los reclusos transgénero en los Estados Unidos tienen muchas menos probabilidades de ser alojados con otras personas del género con el cual se identifican.
El tratamiento de reclusos transgénero también varía según diferentes jurisdicciones en los Estados Unidos. Los estados más inclusivos permiten que los reclusos y reclusas sean segregados en función de la identidad de género que aparece en su licencia de conducción (en los Estados Unidos no existe un documento de identificación nacional). Otros estados, como Tennessee, tienen en cambio leyes restrictivas contra la identificación de género en las prisiones. Este estado solo permite que los reclusos sean alojados en función de su sexo biológico tal y como aparece en el certificado de nacimiento, que en este estado no se puede cambiar.
La falta de autonomía para personas transgénero en las cárceles a la hora de decidir en dónde han de ser recluidas es discriminatoria y peligrosa por naturaleza. Conduce a más agresiones sexuales por parte de otros reclusos y del personal penitenciario. Un estudio realizado en California concluyó que las personas transgénero en prisión tienen 13 veces más probabilidades de ser víctimas de agresión sexual.

## Acceso a anticonceptivos
A pesar de que la ley estatal prohíbe todos los actos sexuales, el sexo sigue teniendo lugar en las cárceles, ya sea consentido o bajo coacción violenta. Activistas con enfoques de salud  pública creen que debería haber condones disponibles para todos los reclusos como una forma de evitar la propagación del VIH/SIDA y otras infecciones de transmisión sexual y, que en tanto las relaciones sexuales van a seguir teniendo lugar en las prisiones en cualquier caso, es preferible que éstas sean seguras. Organizaciones como la Organización Mundial de la Salud y el Programa Conjunto de las Naciones Unidas sobre el VIH/SIDA creen que debe haber condones disponibles para los reclusos y han insistido en ello durante más de una década. A pesar de sus intentos de proporcionar condones, algunos lugares todavía no lo hacen. En el caso de los Estados Unidos, conversaciones sobre el tema pueden estar llenas de juicios respecto a cosas que los presos no merecen, siendo los condones parte de ello. Mientras se llevan a cabo las conversaciones, las tasas de infección de VIH y otras ITS continúan aumentando, afectando severamente tanto a internos como a la comunidad.
Para septiembre de 2013, había condones disponibles dentro de prisiones en Canadá, la mayor parte de la Unión Europea, Australia, Brasil, Indonesia, Sudáfrica y el estado estadounidense de Vermont. En septiembre de 2014, se aprobó una ley en California al firmar el gobernador Jerry Brown el Proyecto de Ley 966 de la Asamblea, conocido también como la Ley de Protección de Prisioneros para la Salud Familiar y Comunitaria, que obliga al estado a distribuir preservativos y ponerlos a disposición de los reclusos en 34 de sus prisiones. Tal proyecto de ley no solo protege la salud de los reclusos y reclusas sino que además es rentable para el estado, en tanto la distribución de condones constituye un método de bajo costo para prevenir la transmisión del VIH y otras infecciones de transmisión sexual, comparado con el altísimo costo de los tratamientos individuales para el VIH.
Para el 12 de septiembre de 2016, un proyecto de ley de California había sido aprobado que permite el uso de productos de higiene y de control de la natalidad por parte de las reclusas si tales son formulados por un médico. Todos los métodos de control de la natalidad aprobadas por la Administración de Alimentos y Medicamentos de los Estados Unidos (FDA) están disponibles para todas las reclusas que puedan quedar embarazadas.

### Debate sobre la distribución de condones en las cárceles en los EE.UU.
Múltiples factores hacen parte del debate respecto al suministro de condones a presos, uno de los cuales tiene que ver con posiciones políticas. En los EE. UU. en particular, los funcionarios penitenciarios creen que proporcionar condones equivale a tolerar el sexo, lo que en algunos lugares es ilegal. En 1999, bajo la administración de George W. Bush, algunos sistemas penales participaron en distribución de condones, entre ellos San Francisco, Washington D. C. y la ciudad de Nueva York. Sin condones, algunos presos se ven obligados a improvisar, como usar espuma para prevenir la transmisión del VIH.

## Pruebas de VIH
La frecuencia de infecciones de transmisión sexual (ITS) en las prisiones es entre 8 y 10 veces mayor que para la población general, tanto entre hombres como mujeres.
Muchas de estas personas que han sido encarceladas por delitos relacionados con el tráfico o uso de drogas han participado en prácticas riesgosas con jeringas o tienen un alto riesgo sexual de contraer el VIH u otras enfermedades infecciosas o de transmisión sexual. A pesar de las negaciones por parte de administradores penitenciarios, la actividad sexual y el consumo de drogas ciertamente ocurren dentro de las prisiones. El VIH/SIDA y las infecciones de transmisión sexual se transmiten por sexo sin protección y por compartir jeringas de drogas contaminadas en tales correccionales. Muchos reclusos se infectan mientras están encarcelados, lo que puede afectar su salud personal, propagar enfermedades infecciosas a otros reclusos y, finalmente, a sus parejas sexuales en la comunidad. Debido a que la tasa de ITS es mucho más alta en la prisión, algunas prisiones brindan asesoramiento y pruebas voluntarias del VIH para educar y reducir comportamientos de riesgo del VIH. Algunos reclusos se rehúsan a hacerse voluntariamente la prueba del VIH porque temen que sus resultados no sean confidenciales entre el personal y que sean discriminados en consecuencia.
La salud es prioritaria en muchas prisiones, especialmente cuando los presos regresan a sus comunidades una vez que cumplen sus condenas.

## Enfoque construccionista social
Algunas explicaciones de la sexualidad en prisión incluyen una perspectiva desde el construccionismo social propuesta por Groth, quien sugiere que la sexualidad no es solo una «parte inherente» de una persona, sino que también puede ser un «constructo de la sociedad de esa persona». Además, menciona que no se puede clasificar la sexualidad de un recluso como heterosexual u homosexual durante su estancia en prisión porque podría no ser adecuado; su sexualidad es mantenida en suspenso porque actúan más sobre la base de necesidades personales que sobre necesidades interpersonales. Esto, sin embargo, no concluye completamente que esta sea la única razón para que haya relaciones en prisión, en tanto los reclusos también sienten la conexión genuina que puede convertirse en una relación seria.
Una perspectiva similar fue defendida por Donald Clemmer, quien en 1940 teorizó que los reclusos hacían parte en comportamientos homosexuales en parte porque «estaban privados de una identidad sexual heteronormativa». Como la sexualidad se ha separado históricamente en categorías heterosexuales u homosexuales, este modelo de privación de un recluso que satisface sus necesidades a costa de cambiar de heterosexual a homosexual encaja con la teoría construccionista social.
En 1958, Gresham Sykes propuso el «modelo de deprivación», según el cual los reclusos heterosexuales luchan contra las privaciones y crean una subcultura carcelaria. Los reclusos se ven privados de sus necesidades sexuales y desean alguna actividad, recurriendo a la masturbación, al sexo consentido o bajo coacción.
John Irwin y Donald Cressey propusieron el «modelo de importación» en 1962. Según tal modelo, los reclusos crean una cultura penitenciaria única basada en valores del exterior. El modelo construccionista social se compone de situaciones y valores sociales.